# 蛇菰
蛇菰（学名：Balanophora fungosa），是一种开花植物，属于蛇菰科，分布于南亚、东南亚、澳大利亚和一些太平洋岛屿。它是一种专性寄生植物，生长在雨林树木的根部。开花结构的形状像一个马勃，但实际上是由一个覆盖着数千朵小雌花的球体组成的。地体的底部被数量少得多的雄花包围。在开花时，这种植物会散发出一种类似于老鼠的气味。

## 描述
与其属的其他成员一样，蛇菰是专性寄生的，不含叶绿素。植物的地上部分由坚硬、形状不规则的块茎组成，开花结构从块茎中延伸出来。叶子呈鳞片状，呈淡奶油色，长8至30毫米，宽7至20毫米，茎干或多或少抱紧。
该植物是雌雄同株或雌雄异株的。当雌雄同株时，它会同时开雌蕊和雄蕊。数千朵微小的雌花覆盖着直径为15至20毫米的球形结构。这些花柱的长度不到1毫米。球形底部周围排列着大约20朵雄花，每朵直径约3至5毫米，花梗长约5至6毫米，上面覆盖着粉状白色花粉。

## 分类学与命名
蛇菰于1774年由约翰·莱因霍尔德·福斯特和格奥尔格·福斯特描述，描述发表在植物属特征（Characteres Generum Plantarum）上。种加词fungosa是拉丁词fungosus的形容词形式，意思是“类真菌”，指的是这种植物在表面上与蘑菇相似。
澳大利亚植物普查接受了两个亚种的名称：
- Balanophora fungosa subsp. fungosa J.R.Forst. & G.Forst.;[9]
- Balanophora fungosa subsp. indica (Arn.) B.Hansen.[10]

fungosa亚种是雌雄同株的，而indica亚种是雌雄异株的。

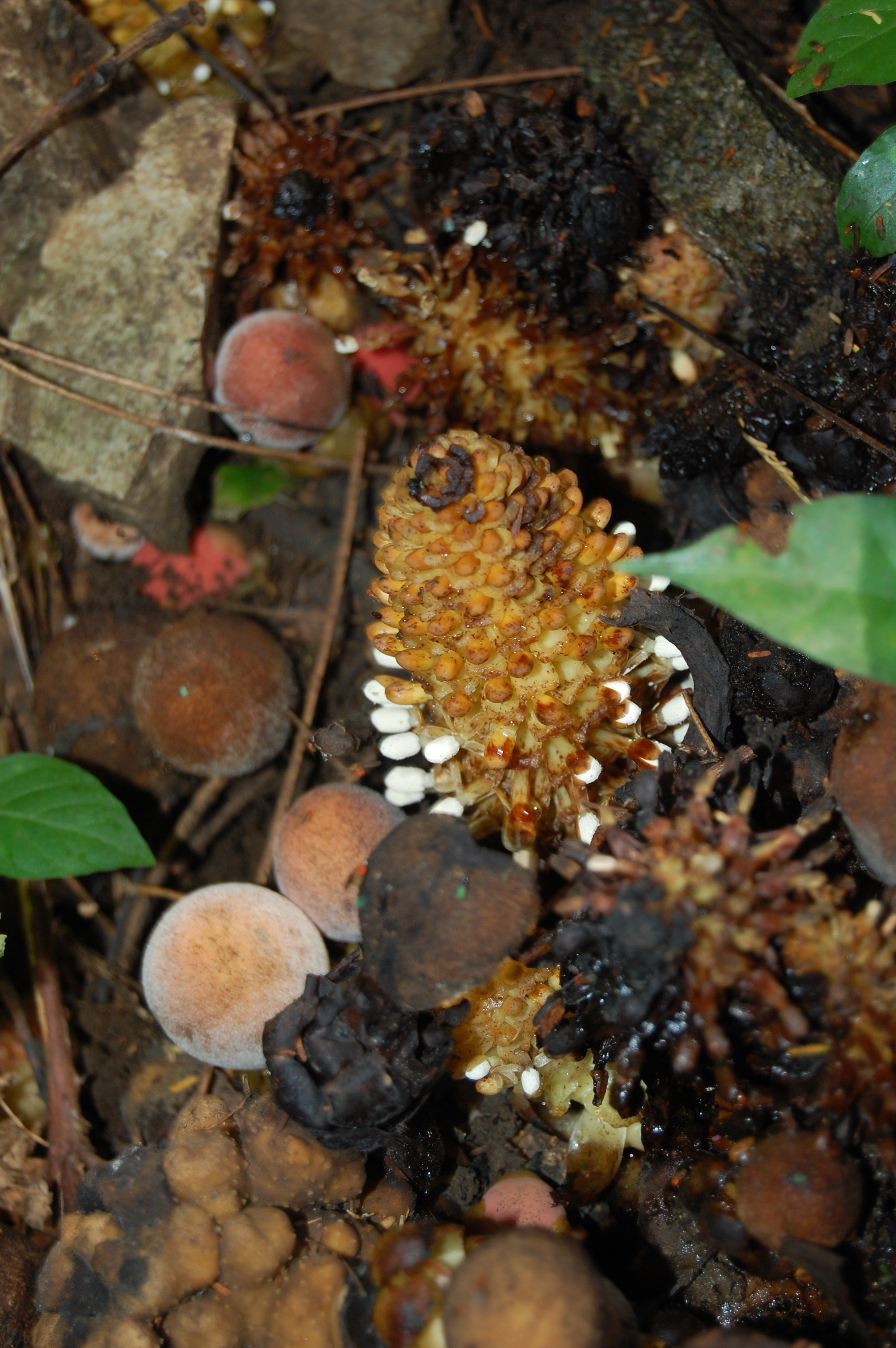
在泰国东北部的B. f. subsp. indica
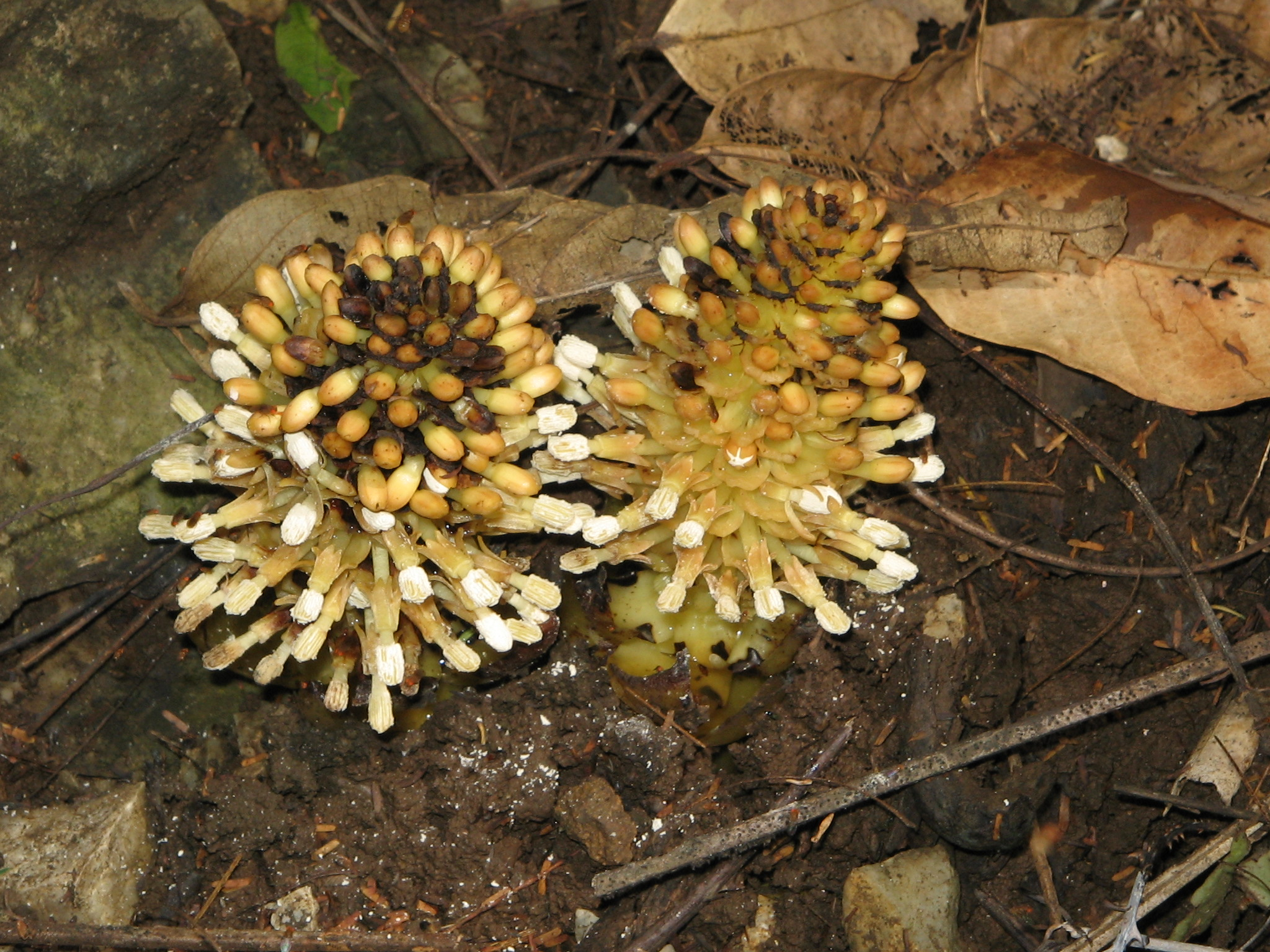
雄茎
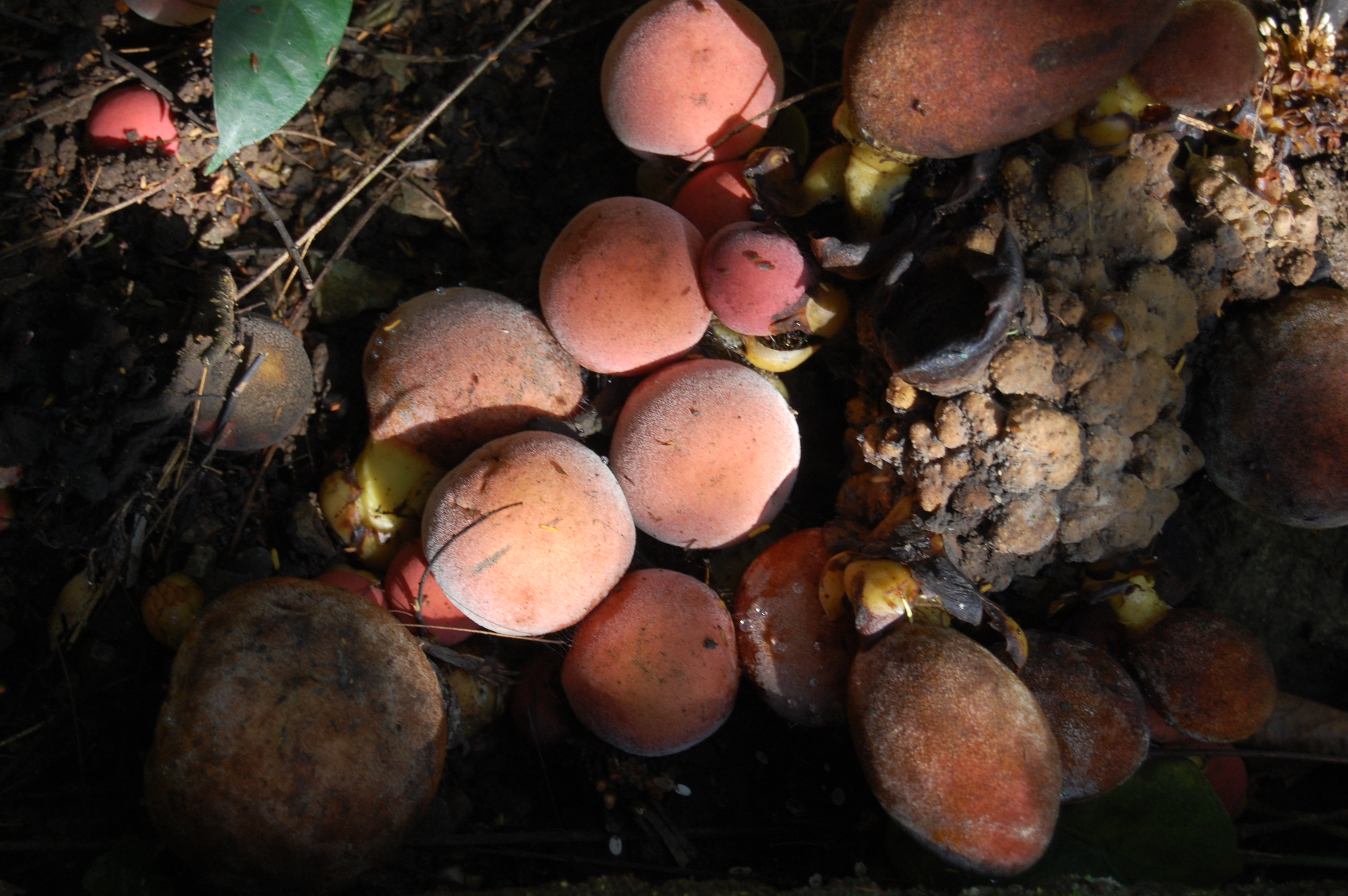
雌茎

## 分布和栖息地
Balanophora fungosa分布于澳大利亚、台湾、印度尼西亚、琉球群岛、巴布亚新几内亚、菲律宾、部分太平洋岛屿（包括新喀里多尼亚）、印度和柬埔寨的近海平面至900米的沿海森林中。在澳大利亚，它发生在昆士兰州，从靠近新南威尔士州的边界到约克角半岛。

## 生态学
已知B. f. var. indica的宿主有八科的十二种植物，包括蒲桃属、木樨榄属和密花树属中的一些。这种植物有时是咖啡和茶园中的杂草。
许多小动物造访花丛，包括蚂蚁、跳虫、苍蝇、蛾，甚至老鼠，它们似乎被这种气味吸引了。据观察，东方蜜蜂的工蜂采集花粉。Lasiodactylus属的两种甲虫、螟蛾科和大蚊科的一种蛾使用花基部的苞片作为繁殖地。

## 医疗用途
一些文化，例如泰米尔纳德邦的Paliar人，使用蛇菰来治疗疾病。